# Diego Poyet
Diego Poyet González (Zaragoza, 8 mei 1995) is een Engels-Uruguayaans voetballer die bij voorkeur als centrale middenvelder speelt. Hij tekende in juli 2014 een vierjarig contract bij West Ham United, dat hem overnam van Charlton Athletic. In augustus 2016 besloot West Ham het contract van Poyet te ontbinden.

## Clubcarrière
Poyet komt uit de jeugdopleiding van Charlton Athletic. Op 21 januari 2014 debuteerde hij voor de club in een FA Cup-duel tegen Oxford United. Op 1 februari 2014 debuteerde hij in de Championship, tegen Wigan Athletic. Poyet werd op 22 februari 2014 uitgeroepen tot man van de match, na een duel tegen Queens Park Rangers.

## Interlandcarrière
Poyet werd geboren in Zaragoza toen zijn vader voor Real Zaragoza speelde. Hij bezit naast de Uruguayaanse ook de Britse nationaliteit. Hij speelde zeven interlands voor Engeland –16 en zes interlands voor Engeland –17.
1 Fabiański ·
3 Cresswell ·
4 Soler ·
5 Coufal ·
7 Summerville ·
8 Ward-Prowse ·
9 Antonio ·
10 Paquetá ·
11 Füllkrug ·
14 Kudus ·
15 Mavropanos ·
17 Guilherme ·
18 Ings ·
19 Álvarez ·
20 Bowen  ·
21 Foderingham ·
23 Aréola ·
24 Rodríguez ·
25 Todibo ·
26 Kilman ·
28 Souček ·
29 Wan-Bissaka ·
33 Palmieri ·
34 Ferguson ·
39 Irving ·
57 Scarles ·
Coach: Potter
· Assistent-coach: Saltor